# Vugelles-La Mothe
Vugelles-La Mothe es una comuna suiza perteneciente al distrito de Jura-Nord vaudois en el cantón de Vaud.
Se sitúa a medio camino entre la esquina suroccidental del lago de Neuchâtel y la frontera con Francia.
En 2014 tiene 137 habitantes.

## Demografía
Evolución demográfica de Vugelles-La Mothe: